# Тест комплексной фигуры Рея — Остеррица

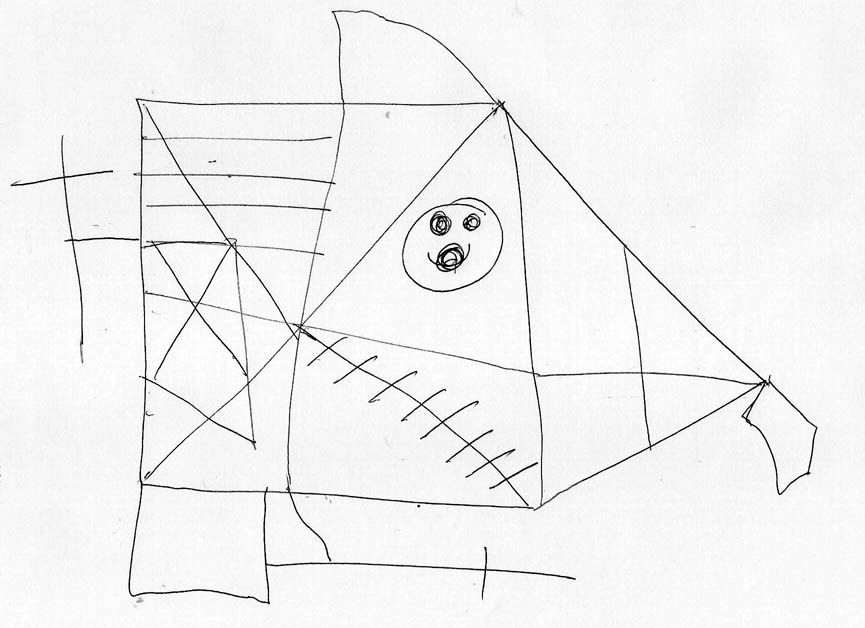
Копия комплексной фигуры Рея-Остеррица, выполненная так, как это сделал бы ребёнок

Тест комплексной фигуры Рея-Остеррица (Rey–Osterrieth complex figure test (ROCF))  — нейропсихологическая методика, в которой испытуемого сначала просят срисовать изображение, а потом нарисовать его по памяти. Впервые была предложена швейцарским психологом Андре Реем   в 1941. Далее Поль-Александр Остерриц  стандартизовал эту методику в 1944. Фигура Rey состоит из 18 элементов, которые можно разделить на три группы: общую форму (большой прямоугольник), внешние элементы (квадраты, кресты, треугольники), и внутренние элементы в общей форме (линии, окружности...). Методика часто применяется в нейропсихологической диагностике для изучения памяти, зрительно-пространственных функций, зрительно-конструктивных навыков. Эта методика входит в международный перечень инструментов для оценки когнитивных дисфункций в неврологии, психиатрии (взрослой и детской) при экспертизе и испытаниях новых лекарственных препаратов: антипсихотиков и антидепрессантов. Более 60% психологов используют эту методику для исследования зрительно-пространственных функций и зрительных навыков. И более 40% для изучения памяти.

## История

### Андре Рей
В 1940-х годах перед психологами особенно остро встала проблема выявления нарушений у людей получивших черепно-мозговую травму. В 1941 году швейцарский учёный Андре Рей  работал в университете Женевы и признал необходимость различать «первичные эффекты, которые являются прямым следствием повреждения головы, и вторичные эффекты, которые развиваются из субъективных реакций, вызванных потерей  сознания из-за физической травмы». Одной из многих методик, которые предложил Рей в своём докладе в 1941, был сложный рисунок, состоящий из различных форм, линий и других элементов. Рей применял методику для изучения возрастных особенностей зрительного восприятия у детей. Он предлагал сначала скопировать сложную графическую фигуру с образца, а потом нарисовать её по памяти через 3 минуты.

### Поль-Александр Остерриц
В 1944 Поль-Александр Остерриц работал научным сотрудником Андре Рея в Женевском университете. Он предложил разделить фигуру на 18 элементов и оценка их на основании наличия, полноты и правильно размещения. Эта система подсчёта до сих пор исследуется при оценке эффективности выполнения теста.
В отличие от Рея, Остеррица эта методика интересовала в той мере, в какой она могла способствовать изучению принципа гештальта в различных возрастах, что проявлялось в подходах к рисованию фигуры. На основании своих экспериментов, Остерриц вывел несколько важных тенденций. Он заметил, что принцип гештальта стабилизируется в возрасте около девяти лет у детей. А также он вывел несколько различных стратегий, которые дети используют при построении фигуры, которые коррелируют с определённой возрастной группой:
- Стратегия детальной ориентации, «искажённая интеграция» и «конфабуляции» в рисунках, рисование фрагментами.
- Осознание отдельных принципов, но неспособность осознать целостной фигуры.
- Стратегия конфигураторной оринтации, осознание целостной фигуры, рисование от целого к частному.

### Эдит Мейер Тейлор
В 1959 детский психолог Эдит Мейер Тейлор, которая была ученицей Гезелла и Жана Пиаже и некоторое время работала с Реем в Женеве, более подробно разработала описание 18-бальной системы, предложенной Остеррицем.

### Лафлин Б. Тейлор
В 1969 году Б.Лафлин Тейлор разработал вторую фигуру, сравнимую по сложности с фигурой Рея. Это позволило использовать её в качестве гомогенной интерференции при диагностике памяти. Критерии оценки, основанные на методике Тейлор-Остерриц, были разработаны для теста комплексной фигуры Рея-Остеррица и теста комплексной фигуры Тейлора. В России количественная апробация теста комплексной фигуры Тейлора была осуществлена в 2019 году. Вместе с тем, было доказано, что фигура Тейлора вспоминается легче, чем фигура Рея-Остеррица. Это ставит под сомнение их взаимозаменяемость.

## Описание методики
Дж. Мейерс и К. Мейерс в 1995 году создали процедуру, позволяющую достаточно точно оценить память пациента. Эта процедура состоит из четырёх этапов. В нейропсихологической диагностике могут применяться все четыре типа инструкций.
- Копирование: Испытуемый получает листок бумаги и карандаш. Предъявляемое изображение фигуры располагается напротив него. Нейропсихолог просит перерисовать фигуру как можно точнее. Ограничения по времени нет, но отмечается, как долго испытуемый копирует рисунок. Иногда используются цветные карандаши, чтобы потом можно было воспроизвести порядок срисовывания фигуры. Но эта дополнительная инструкция может изменить структуру теста и облегчить запоминание фигуры, поэтому её использование нежелательно. Вместо этого нейропсихолог должен делать заметки, пока испытуемый выполняет тест. Фигура и копия испытуемого должны быть убраны после завершения копирования.
- Немедленное воспоминание: После короткой отсрочки (до 3 минут)[15], испытуемого просят воспроизвести фигуру по памяти.
- Отсроченное воспоминание: После длительной отсрочки (от 15 до 60 минут)[15], испытуемых просят воспроизвести фигуру по памяти. Нейропсихолог не предупреждает заранее, что фигуру потребуется воспроизвести по памяти. Каждая копия оценивается по воспроизведению и положению 18 элементов фигуры. А также нейропсихолог может отмечать особенности выполнения задания.[16] В другом варианте методики испытуемых предупреждают о необходимости запомнить фигуру и дают несколько попыток её копирования.[17]
- Узнавание: Также некоторые авторы применяют методику узнавание фигуры Рея или отдельных частей фигуры среди других рисунков. Эта методика может быть применена после копирования или отсроченного воспоминания.[12]

## Система оценивания
Существуют различные системы оценивания фигуры Рея-Остеррица. Все системы предлагают критерии количественной оценки точности копирования и воспоминания, а также организации деятельности. Отдельные системы, например Бостонская (BQSS), дополняют эти оценки возможностью измерить и качественные особенности рисунка. Бостонский вариант теста Рея (БСКО) включает 6 суммарных оценок разных когнитивных функций и 17 параметров оценки качественных особенностей рисунка фигуры, являясь наиболее многомерным, детально разработанным и строго стандартизованным среди всех имеющихся систем оценивания к тесту КФР-О. Для качественной оценки рисунка авторы применяют параметры стиля и уровня организации. Стиль ранжируется от детальной ориентации (рисования фигуры фрагментами) до конфигуративной ориентации (последовательного перехода от целого к частному).

## Ошибки и локализация
Существуют данные о корреляции между выполнением методик с фигурой Рея и двусторонним возбуждением теменных областей головного мозга, а также возбуждением затылочной и лобной долей правого полушария. Для ориентации в зрительно-пространственной конструкции фигуры особенно необходимо полноценное функционирование височно-теменно-затылочной (зона ТРО)  области головного мозга. Другие исследования продемонстрировали связь между объёмом серого и белого вещества теменных областей мозга и успешной организацией копирования фигуры Рея-Остеррица. В то время как точность копирования фигуры связывается авторами с объёмом серого и белого вещества лобных долей мозга.
В нейропсихологической диагностике отмечаются следующие ошибки при выполнении методик с фигурой Рея-Остеррица:    
- Метрические ошибки свидетельствуют о поражении подкорковых структур. При этом могут встречаться изменения размера рисунка в сторону уменьшения или увеличения либо диспропорции в передаче размера его отдельных деталей. Эти симптомы называются микрографиями или макрографиями.
- Структурно-топологические ошибки наблюдаются при поражении правого полушария. При этом рисунок представляет собой  хаотическое нагромождение линий, теряет целостность, части рисунка меняются местами и теряют логическую связанность.
- Нарушение координатных представлений проявляется в «зеркальных» ошибках, поворотах фигуры при копировании с образца.
- Левостороннее пространственное игнорирование проявляется в том, что рисунок располагается в правой части листа.
- Персеверации в процессе рисования характерны для патологии лобных отделов мозга.[21]